# Nacerdes
Nacerdes és un gènere de coleòpters de la família Oedemeridae. Inclou nombroses espècies, la més comuna i estesa de les quals és Nacerdes melanura. Nombroses espècies són nocturnes i volent durant el crepuscle i la nit.

## Taxonomia
A Europa hi viuen cinc espècies:
- Nacerdes melanura
- Nacerdes carniolica
- Nacerdes gracilis
- Nacerdes raymondi
- Nacerdes hesperica

Totes, excepte N. hesperica, viuen als Països Catalans.